# Barbados en los Juegos Olímpicos de Tokio 2020
Barbados estuvo representado en los Juegos Olímpicos de Tokio 2020 por un total de ocho deportistas, cuatro hombres y cuatro mujeres, que compitieron en dos deportes.
Los portadores de la bandera en la ceremonia de apertura fueron los nadadores Alex Sobers y Danielle Titus. El equipo olímpico barbadense no obtuvo ninguna medalla en estos Juegos.